# Стара Шемурша
Стара Шемурша́ (рос. Старая Шемурша, чув. Кивĕ Шăмăршă) — присілок у складі Шемуршинського району Чувашії, Росія. Входить до складу Великобуяновського сільського поселення.
Населення — 328 осіб (2010; 423 у 2002).
Національний склад:
- чуваші — 98 %